# Caphyes
Caphyes (en grec ancien : Καφύαι) est une ancienne cité grecque en Arcadie, près d’une forêt du même nom et au nord d’Orchomène. 
Aratos de Sicyone s’y fit battre par les Étoliens, en 221 av. J.-C.

## Source
« Caphyes », dans Pierre Larousse, Grand dictionnaire universel du XIXe siècle, Paris, Administration du grand dictionnaire universel, 15 vol., 1863-1890 [détail des éditions].